# Cercosaurinae
Sous-famille
Synonymes
- Bachiinae Castoe, Doan & Parkinson, 2004
- Ecpleopodinae Fitzinger, 1843

Les Cercosaurinae sont une sous-famille de sauriens de la famille des Gymnophthalmidae.

## Répartition
Les espèces de cette sous-famille se rencontrent en Amérique du Sud et en Amérique centrale.

## Liste des genres
Selon The Reptile Database (14 mai 2016) :
- Adercosaurus Myers & Donnelly, 2001
- Amapasaurus Cunha, 1970
- Anadia Gray, 1845
- Anotosaura Amaral, 1933
- Arthrosaura Boulenger, 1885
- Bachia Gray, 1845
- Cercosaura Wagler, 1830
- Colobosauroides da Cunha, Lima-Verde & Lima, 1991
- Dryadosaura Rodrigues, Freire, Pellegrino & Sites, 2005
- Echinosaura Boulenger, 1890
- Ecpleopus Duméril & Bibron, 1839
- Euspondylus Tschudi, 1845
- Gelanesaurus Torres-Carvajal, Lobos, Venegas, Chávez, Aguirre-Peñafiel & Echevarría, 2016
- Kaieteurosaurus Kok, 2005
- Leposoma Spix, 1825
- Loxopholis Cope, 1869
- Macropholidus Noble, 1921
- Marinussaurus Peloso, Pellegrino, Rodrigues & Avila-Pires, 2011
- Neusticurus Duméril & Bibron, 1839
- Pantepuisaurus Kok, 2009
- Pantodactylus Duméril & Bibron, 1839
- Petracola Doan & Castoe, 2005
- Pholidobolus Peter, 1862
- Placosoma Tschudi, 1847
- Potamites Doan & Castoe, 2005
- Proctoporus Tschudi, 1845
- Riama Gray, 1858

## Publication originale
- Gray, 1838 : Catalogue of the slender-tongued saurians, with descriptions of many new genera and species. Annals and Magazine of Natural History, sér. 1, vol. 1, p. 274-283, 388-394 (texte intégral).